# الضار (أسماء الله الحسنى)
الضار النافع إن اسم الضار لم يثبت كاسم لكن معناه صحيح ولكن من باب الإخبار
قال سبحانه: وَنَبْلُوكُمْ بِالشَّرِّ وَالْخَيْرِ فِتْنَةً وَإِلَيْنَا تُرْجَعُونَ (سورة الأنبياء، الآية 35). وقال: ﴿وَإِنْ يَمْسَسْكَ اللَّهُ بِضُرٍّ فَلَا كَاشِفَ لَهُ إِلَّا هُوَ وَإِنْ يَمْسَسْكَ بِخَيْرٍ فَهُوَ عَلَى كُلِّ شَيْءٍ قَدِيرٌ ۝١٧﴾ (سورة الأنعام)، وقال تعالى: ﴿وَلَئِنْ سَأَلْتَهُمْ مَنْ خَلَقَ السَّمَاوَاتِ وَالْأَرْضَ لَيَقُولُنَّ اللَّهُ قُلْ أَفَرَأَيْتُمْ مَا تَدْعُونَ مِنْ دُونِ اللَّهِ إِنْ أَرَادَنِيَ اللَّهُ بِضُرٍّ هَلْ هُنَّ كَاشِفَاتُ ضُرِّهِ أَوْ أَرَادَنِي بِرَحْمَةٍ هَلْ هُنَّ مُمْسِكَاتُ رَحْمَتِهِ قُلْ حَسْبِيَ اللَّهُ عَلَيْهِ يَتَوَكَّلُ الْمُتَوَكِّلُونَ ۝٣٨﴾ (سورة الزمر).
لما كان الإخبار عن الله تعالى بأنه الضار قد يوهم نقصا، بيّن أهل العلم أنه لا يذكر إلا مقرونا بالإخبار عنه بأنه النافع، سبحانه وتعالى، فيقال: الضار النافع، كما يقال: القابض الباسط، العفو المنتقم.
قال ابن القيم رحمه الله: " إن أسماءه تعالى منها ما يطلق عليه مفردا ومقترنا بغيره، وهو غالب الأسماء. كالقدير والسميع والبصير والعزيز والحكيم، وهذا يسوغ أن يُدعى به مفردا ومقترنا بغيره، فتقول: يا عزيز، يا حليم، يا غفور، يا رحيم. وأن يفرد كل اسم، وكذلك في الثناء عليه والخبر عنه بما يسوغ لك الإفراد والجمع.
ومنها ما لا يطلق عليه بمفرده، بل مقرونا بمقابله كالمانع والضار والمنتقم، فلا يجوز أن يفرد هذا عن مقابله، فإنه مقرون بالمعطي والنافع والعفو. فهو المعطي المانع الضار النافع المنتقم العفو المعز المذل، لأن الكمال في اقتران كل اسم من هذه بما يقابله، عطاء ومنعا، نفعا وضرا، عفوا وانتقاما، لأنه يُراد به أنه المنفرد بالربوبية وتدبير الخلق والتصرف فيه؛ وأما أن يُثنى عليه بمجرد المنع والانتقام والإضرار فلا يسوغ. فهذه الأسماء المزدوجة تجري مجرى الاسم الواحد الذي يمتنع فصل بعض حروفه عن بعض، ولذلك لم تجيء مفردة ولم تطلق عليه إلا مقترنة فاعلمه. فلو قلت: يا مذل، يا ضار، يا مانع، وأخبرت بذلك لم تكن مثنيا عليه، ولا حامدا له حتى تذكر مقابلها " انتهى من "بدائع الفوائد" (1/132) باختصار.

## قول آخر
ليس من أسماء الله «النافع الضار»، بل هما من صفات الله عز وجل فهو الذي بيده النفع وبيده الضر، وليس الضار من الصفة التي تقال وحدها، بل يقال: النافع الضار معاً، فإن قيل: النافع فقط فلا بأس، لكن النافع الضار فيه أن الله عز وجل بيده الأمر كله من نفعٍ وضر، وعلى كل حال فهما ليسا من أسماء الله، وإنما مما يوصف الله بهما فقط، والحديث الوارد في عدهما من أسماء الله ضعيف. عن الشيخ ابن عثيمين.
وأما الضار فلم يثبت أنه من أسماء الله تعالى والحديث الوارد فيه ضعيف، ولكن إيصال الضرر بمن شاء من عباده صفة له جل وعلا، وكما هو معلوم فإن باب الصفات أوسع من باب الأسماء، قال الله تعالى: وَإِن يَمْسَسْكَ اللهُ بِضُرٍّ فَلاَ كَاشِفَ لَهُ إِلاَّ هُوَ وَإِن يَمْسَسْكَ بِخَيْرٍ فَهُوَ عَلَى كُلِّ شَيْءٍ قَدُيرٌ [الأنعام:17].